# 塩尻市立塩尻西小学校
塩尻市立塩尻西小学校（しおじりしりつ しおじりにししょうがっこう）は、長野県塩尻市にある公立小学校。

## 概要
塩尻市の中心市街地に位置する関係で、市の教育施策のモデル校、拠点校として充実した環境にある。特に塩尻市が注力するICT活用教育、特別支援教育の中核施設でもある。
2001年（平成13年）に新校舎が竣工し、塩尻市教育センターや小学校中間教室（高ボッチ教室）が併設されている。また、同年には教室内の有害物質濃度が基準値を大きく超えるシックハウス問題が表面化した。2005年（平成17年）には開校50周年記念式典を挙行。同日、全日本小学校ホームページ大賞の総務大臣賞を受賞し注目された。
塩尻小学校（現・塩尻東小学校）の分校だった経緯から、塩尻東小学校と共通の校歌（浅井洌作詞、田村虎蔵作曲）をもつ。そのため、学校の立地から離れた「阿礼の里」「阿礼の御社」（阿禮神社）などが歌詞に盛り込まれている。

## 所在地
〒399-0732 長野県塩尻市大門五番町4番55号

## 沿革
- 1949年4月1日 - 塩尻小学校大門分校として発足[2]
- 1950年4月1日 - 塩尻小学校西校と改称
- 1955年4月1日 - 塩尻西小学校として独立開校（同時に、塩尻小学校本校は塩尻東小学校として発足）[2]
- 1959年3月 - 新体育館落成
- 1962年7月 - プール竣工
- 1966年4月 - 養護学級新設
- 1980年4月 - ことばの教室開設
- 1988年4月1日 - 桔梗小学校が分離開校[3]
- 2002年2月 - 新校舎竣工
- 2003年1月 - 新体育館使用開始
- 2003年11月 - 新校舎竣工記念式典挙行
- 2005年7月 - 開校50周年記念PTAバザー開催
- 2005年11月 - 開校50周年記念式典挙行
- 2005年11月 - 全日本小学校ホームページ大賞総務大臣賞受賞
- 2006年3月 - 開校50周年記念「西の子夢基金」創設

## 通学区域
塩尻市大門一番町、大門二番町、大門三番町、大門四番町、大門五番町、大門六番町、大門七番町、大門八番町、大門泉町、大門幸町、大門並木町、大門桔梗町、大門田川町および宗賀の一部（平出8組）。